# Perkutane Ethanol-Injektionstherapie (Leber)
Die perkutane Ethanol-Injektionstherapie (PEI-Therapie) ist ein medizinisches Verfahren zur Behandlung des Leberzellkarzinomes (Hepatozelluläres Karzinom, HCC). Es wird dabei 95%iges Ethanol mit einer Hohlnadel in den Tumor unter Ultraschall-Kontrolle injiziert, wodurch es zur lokalen Zerstörung (Nekrose) von Gewebe kommt.
Nicht verwechselt werden sollte die perkutane Ethanol-Injektionstherapie mit einer speziellen Chemotherapie, die aus Cisplatin (P), Etoposid (E) und Ifosfamid (I) besteht und beim Hodenkrebs eingesetzt wird. Beide Verfahren werden mit „PEI“-Therapie abgekürzt.

## Anwendung
Die Anwendung der perkutanen Ethanol-Injektionstherapie beim hepatozellulären Karzinom erfolgt mit Hilfe einer gezielten, sonographisch gesteuerten Leberpunktion. Nach einer Hautdesinfektion im Bereich der Punktionsstelle und einer Sedierung (z. B. mit Propofol) wird mit einem Ultraschallgerät der Tumor dargestellt und nach einer gezielten Punktion mit der Hohlnadel schließlich 1 ml – 200 ml hochprozentiger Alkohol in den Tumor injiziert. Dieser verteilt sich dann im Tumorgewebe und erscheint im Ultraschall „wolkenartig“. Es ist darauf zu achten, dass dabei auch die Randbereiche des Tumors erfasst werden.
Die PEI-Therapie wird meistens in mehreren Sitzungen durchgeführt, wobei bis zu zwölf Behandlungen erfolgen. Oftmals wird die PEI-Therapie mit anderen Methoden kombiniert (z. B. Radiofrequenzablation/RFA oder Transarterielle Chemoembolisation/TACE) oder sie kommt zum Einsatz, wenn nach einer chirurgischen Resektion eines Leberzellkarzinomes weitere Tumorherde in der Leber nicht entfernt werden konnten. In den allermeisten Fällen ist bei der PEI-Therapie jedoch nicht von einer vollständigen Tumorzerstörung auszugehen, es handelt sich also um eine palliative Behandlungsmethode, die das Tumorwachstum verringern soll.

## Kontraindikationen
Nicht angewendet werden sollte die PEI-Therapie bei
- fortgeschrittener Leberzirrhose im Stadium Child-Pugh C
- Fernmetastasierung
- maligne Gefäßinfiltration
- Verschlußikterus
- große Aszitesmengen

## Nebenwirkungen
In einer großen multizentrischen Studie über 1066 HCC-Patienten mit 8118 PEI-Sitzungen aus dem Jahr 1997 zeigten sich folgende Risiken und Nebenwirkungen:
- 24 % Fieber in der Folge
- 14 % Schmerzen, die mit Schmerzmitteln behandelt werden mussten
- 3 % vorübergehende Verschlechterung der Leberfunktion
- 0,7 % Metastasen im Einstichkanal
- 0,5 % Blutungen in das Peritoneum
- 0,09 % Tod (ein Patient, durch starke Blutung im Bauchraum)